# Tifone Ketsana
Il tifone Ketsana (designazione internazionale: 0916; designazione del JTWC: 17W; nominativo PAGASA: Ondoy) è una turbolenza tropicale formatasi il 23 settembre 2009 nel mare delle Filippine, a circa 860 km a nord-ovest di Palau.

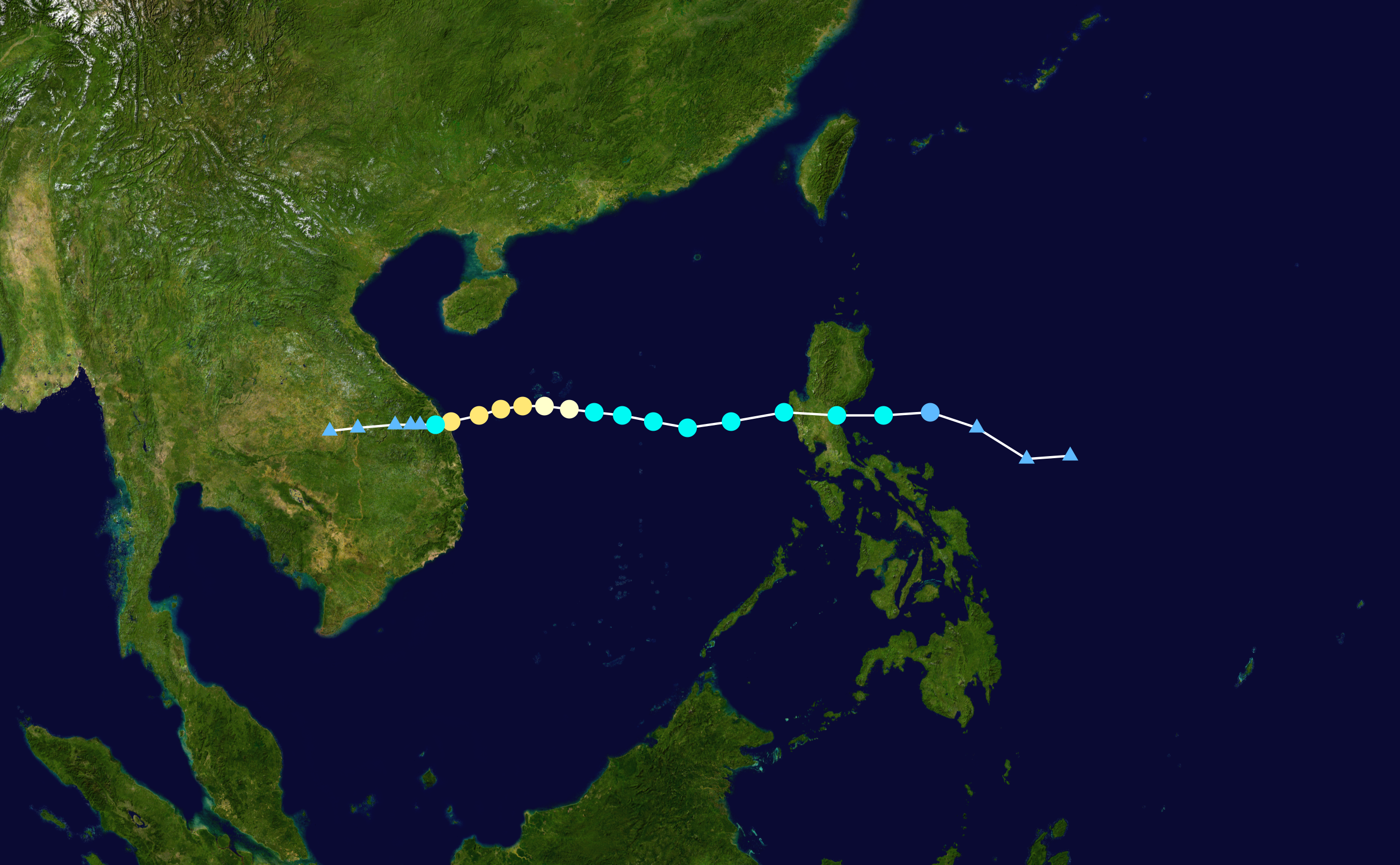
il tracciato di Ketsana

Al momento della sua comparsa, il sistema venne registrato come semplice depressione tropicale, poi ulteriormente declassificata dall'Agenzia meteorologica giapponese (AMG). Il giorno dopo l'area di bassa pressione si intensificò, e sia l'Amministrazione dei servizi atmosferici, geofisici ed astronomici delle filippine (PAGASA), sia il Joint Thypoon Center Warning (JTWC) hanno dovuto allertare della possibilità di formazione di un ciclone tropicale nato da una depressione.
Il sistema è stato quindi riclassificato come depressione tropicale dal JTWC il 25 settembre al livello 17W. L'intensità di Ondoy si è temperata durante lo stesso giorno quando il sistema si è spostato in un'area con venti più moderati. Prima del passaggio sull'isola di Luzon, nelle Filippine, Ondoy è diventata una tempesta tropicale ed è stata nominata Ketsana. Nei giorni seguenti si è spostata nel Mar Cinese meridionale dove il sistema si è espanso fortemente e dove ha acquisito la posizione di "grave tempesta tropicale" dall'AMG. Il 28 settembre il sistema è stato portato al livello di Tifone di categoria 2 calcolato sulla base della scala Saffir-Simpson.

## Preparativi

### Filippine
Il 24 settembre il PAGASA ha attivato il segnale di allerta pubblico contro i temporali nelle province dell'Aurora, nord Quezon, Camarines Norte, Camarines Sur e Catanduanes. Il segnale è stato di livello 1, venti che soffiano tra i 30 e i 60 km/h e allarme per le 36 ore consecutive.

### Cina
Nella tarda giornata del 27 settembre gli osservatori di Hong Kong e il Bureau meteorologico e geofisico di Macao hanno posto Hong Kong e Macao sotto il livello 1 del Segnale pubblico di temporali. Il segnale è stato poi alzato a livello 3 d'allerta.

## Impatto
Ketsana ha avuto il primo impatto sulla terraferma nella provincia di Aurora intorno alle ore 10:00 (UTC) del 26 settembre 2009. Circa 30 province, compresa l'area metropolitana di Manila hanno lanciato il segnale d'allarme dal 24 al 27 settembre. La città di Pasig è stata la più colpita. Le piogge hanno portato all'innalzamento dell'acqua con un'entità che varia dai 120 ai 243 centimetri d'altezza. L'area metropolitana di Manila e la provincia di Rizal sono state duramente colpite nei giorni del 28 e del 29 settembre.
Il Consiglio nazionale di coordinamento dei disastri (NDCC) ha dichiarato lo stato di calamità naturale in 25 province e nella regione della capitale filippina. Le linee elettriche e le comunicazioni sull'isola di Luzon si sono disattivate durante i giorni del passaggio della tempesta.
Il PAGASA ha riportato che Ketsana è la peggiore tempesta che le Filippine abbiano mai visto in vent'anni. A Manila sono caduti 34,1 centimetri di pioggia tra le ore 8:00 e le 14:00 del 26 settembre, stabilendo un nuovo record di precipitazioni dal 1967 quando ne caddero 33,4 cm.
Al 28 settembre Ketsana ha causato circa 240 morti, 39 dispersi e quasi 450.000 sfollati ufficiali.

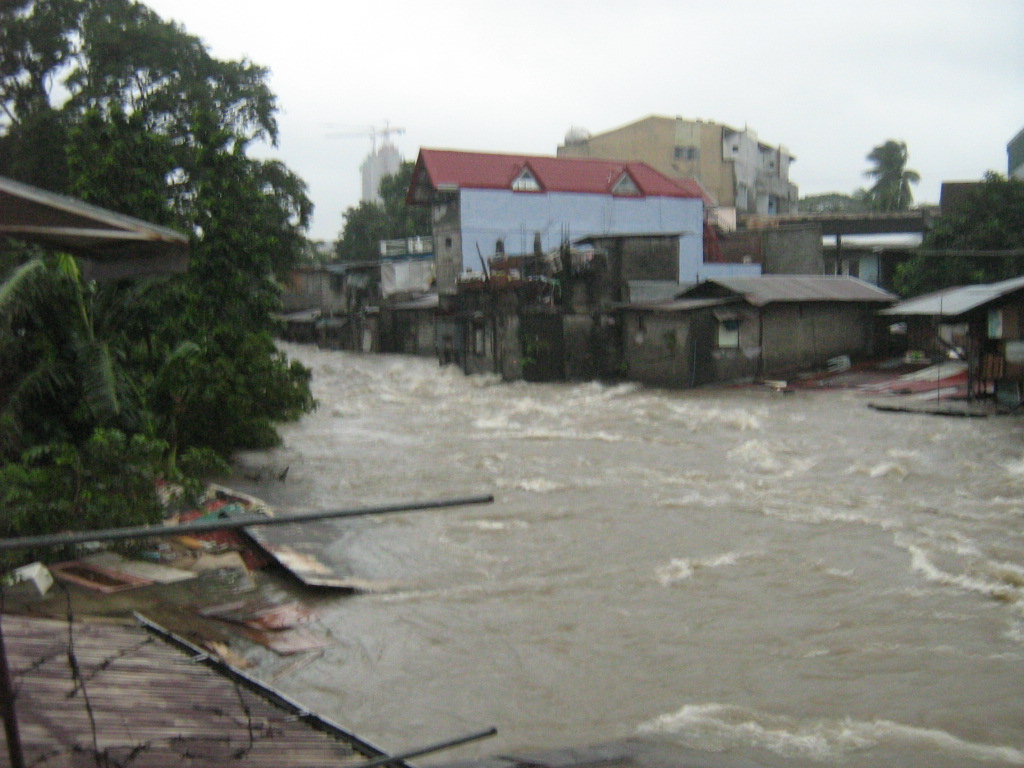
La tempesta a Manila dove ha raggiunto livelli record

## Azioni di Solidarietà
La notizia del tifone ha prodotto diverse azioni di solidarietà.
In particolare la Commissione dell'Unione europea ha stanziato 2 milioni di euro di aiuti per il Vietnam, la Cambogia e il Laos.